# Zora Folley
Zora Folley (* 27. Mai 1931 in Dallas, Texas; † 7. Juli 1972 in Tucson, Arizona) war ein US-amerikanischer Schwergewichtsboxer.

## Die frühe Profikarriere
Folley begann mit dem Profiboxen 1953. Er war trotz seiner 43 K.-o.-Siege kein K.-o.-Schläger und war auch kein Boxer, der über überdurchschnittliche Nehmerqualitäten verfügte. Da ihm kein vorsichtiges Matchmaking durch sein Management widerfuhr, sondern er auch schon früh in seiner Karriere gegen höher eingeschätzte Boxer antreten musste, erscheint es aus heutiger Sicht so, als ob er über ein sogenanntes "Glaskinn" verfügt hätte, was allerdings nicht zutrifft. Folleys guter Ruf begründete sich auf seine gute Boxtechnik, seine Fairness und eine allgemein professionelle Berufsauffassung.
1955 unterlag er Johnny Summerlin, der im Jahr zuvor zweimal mit Sonny Liston über die volle Distanz gegangen war und diesem im Rückkampf nur mit 2:1 Punktrichter-Stimmen sehr knapp unterlag. Folley, der auf einen Gegner traf, welcher sechs Kämpfe hintereinander siegreich gestaltet hatte und sich in der Form seines Lebens befand, wurde in dem Kampf mehrfach zu Boden geschlagen und gab schließlich in der sechsten Runde auf. Wenige Monate später musste er gegen Young Jack Johnson seine zweite Niederlage hinnehmen, wieder durch Aufgabe.

## Aufstieg zum "Contender"
Den ersten namhaften Gegner besiegte er 1956, als ihm ein Punktsieg über den Kubaner Niño Valdés gelang. Im Jahr 1958 boxte er gegen den damals ungeschlagenen Eddie Machen, der einen ihm sehr ähnlichen Stil hatte, unentschieden.
Gegen den Olympiasieger von 1956 Pete Rademacher, der in seinem Profidebüt erfolglos gegen Floyd Patterson um die Weltmeisterschaft geboxt hatte, gewann er in dessen zweiten Profikampf durch K. o. in der vierten Runde. Anschließend verlor er jedoch in England gegen Henry Cooper nach Punkten.
1960 besiegte er Machen, unterlag aber Sonny Liston durch K. o. Im nächsten Jahr ging er gegen den in der Weltrangliste stehenden Argentinier Lavorante K. o., knockte aber Cooper in England in einem Rückkampf aus. 1962 schlug er den ursprünglich aus dem Halbschwergewicht kommenden Doug Jones, der dem jungen Cassius Clay im gleichen Jahr große Schwierigkeiten bereitete, nach Punkten, ging aber in einem Rückkampf K. o.
Im Juli 1963 verlor er überraschend klar nach Punkten gegen den späteren Weltmeister Ernie Terrell. In der Folge gelangen ihm dann Punktsiege gegen George Chuvalo, Óscar Bonavena und den späteren langjährigen Halbschwergewichtsweltmeister Bob Foster. Bei Kämpfen in Deutschland boxte er 1964 unentschieden gegen Karl Mildenberger, gegen Gerhard Zech gewann er durch K. o.
Nachdem er auch im Jahr 1966 nicht verloren hatte, erhielt er schließlich einen Titelkampf gegen den Weltmeister Muhammad Ali. Er verlor durch K. o. in der siebten Runde. Es war der letzte Kampf von Ali für die nächsten drei Jahre.

## Karriereende und Tod
Folley gewann jedoch keinen bedeutenden Kampf mehr und beendete 1970 seine Karriere. Anschließend betätigte er sich als Autohändler in Chandler, wo er auch dem Stadtrat angehörte. Er starb 1972 unter ungeklärten Umständen in einem Motel in Tucson. Bei dem als Unfall geltenden Vorfall erlitt er schwere Kopfverletzungen, denen er schließlich im Krankenhaus erlag.